# John Thomson (homme politique)
Pour les articles homonymes, voir John Thomson et Thomson.
John Thomson (20 novembre 1780 - 2 décembre 1852) est un homme politique et médecin américain qui siéga au Congrès des États-Unis en tant que représentant de l'Ohio à plusieurs reprises.

## Biographie
John Thomson est né le 20 novembre 1780 en Irlande puis émigre avec ses parents aux États-Unis en 1787. Il étudie ensuite la médecine et s'installe à New Lisbon dans l'Ohio en 1806.
Il siège au Sénat de l'Ohio en 1814, 1815 et de 1817 à 1820, ainsi qu'à la Chambre des représentants de l'Ohio en 1816. Thomson est ensuite élu au Congrès des États-Unis en tant que représentant de l'Ohio et sert à ce poste de 1825 à 1827, puis de 1829 à 1837.
Il meurt le 2 décembre 1852 à New Lisbon.